# Donje Vratno (Petrijanec)
Donje Vratno is een plaats in de gemeente Petrijanec in de Kroatische provincie Varaždin. De plaats telt 379 inwoners (2001).